# Furkan Bayır
Furkan Bayır (* 9. Februar 2000 im Izmir) ist ein türkisch Fußballspieler, der seit 2021 beim Antalyaspor unter Vertrag steht. Außerdem ist er türkischer Nachwuchsnationalspieler.

## Karriere

### Verein
Bayır spielte von 2017 bis 2021 bei Menemenspor. Danach wechselte er 2021 zu Alanyaspor
und unterzeichnete ein Vierjahresvertrag. Im selben Jahr wurde er bei Menemenspor Leihspieler. Sein Debüt gab er am 8. Januar 2022 beim 1:1 gegen Istanbul Başakşehir FK.

### Nationalmannschaft
Seit 2021 spielt er für die Türkei U21. Bisher absolvierte er 2 Länderspiele.